# Альвиев, Адам Асланович
Адам Асланович Альвиев (род. 26 декабря 2003, Курчалой, Чечня) — российский боксёр, бронзовый призёр чемпионатов России 2022 и 2023 годов, бронзовый призёр Кубков России 2024 и 2025 годов, мастер спорта России (2023). Выступает в первой наилегчайшей весовой категории (до 48 кг).
Чеченец. 15 марта 2023 года дебютировал на профессиональном ринге — победил в первом раунде техническим нокаутом Магомеда Саламова. По состоянию на февраль 2024 года, провёл 18 боёв, из которых выиграл 11 (один нокаутом) и проиграл 7 (ни одного нокаута).

## Спортивные результаты
- Чемпионат России по боксу 2022 — ;
- Чемпионат России по боксу 2023 — ;
- Кубок России по боксу 2024 — ;
- Кубок России по боксу 2025 — ;